# Ranoidea
Ranoidea (лат.) — род бесхвостых земноводных из семейства квакш. Ранее все виды этого рода входили в род Litoria, который в 2016 году был разделён на несколько родов. В ареал входят Австралия, Новая Гвинея и две близлежащие группы островов — Молуккские острова и архипелаг Луизиада.

## Классификация
На январь 2023 года в род включают 72 вида:
- Ranoidea alboguttata (Gunther, 1867) — Роющая литория
- Ranoidea andiirrmalin (McDonald, 1997)
- Ranoidea aruensis (Horst, 1883) — Короткопалая литория
- Ranoidea auae (Menzies and Tyler, 2004)
- Ranoidea aurea (Lesson, 1829) — Золотистая литория, или золотистая квакша
- Ranoidea australis (Gray, 1842) — Большеголовая лопатница, или австралийская руколапая лягушка
- Ranoidea barringtonensis (Copland, 1957)
- Ranoidea bella (McDonald et al., 2016)
- Ranoidea booroolongensis (Moore, 1961) — Тусклая литория
- Ranoidea brevipes (Peters, 1871) — Желтоватая лопатница
- Ranoidea brongersmai (Loveridge, 1945) — Литория Бронгерсмы
- Ranoidea caerulea (White, 1790) — Коралловопалая литория, или коралловопалая квакша
- Ranoidea callista (Kraus, 2013)
- Ranoidea cavernicola (Tyler and Davies, 1979) — Пещерная литория
- Ranoidea chloris (Boulenger, 1892)Красноглазая литория
- Ranoidea citropa (Peron, 1807) — Краснобокая литория
- Ranoidea cryptotis (Tyler and Martin, 1977) — Округлая лопатница
- Ranoidea cultripes (Parker, 1940) — Блеющая лопатница
- Ranoidea cyclorhynchus (Boulenger, 1882) — Литория-пилилыцик
- Ranoidea dahlii (Boulenger, 1896) — Равнинная литория
- Ranoidea daviesae (Mahony et al., 2001)
- Ranoidea dayi (Gunther, 1897) — Оливковая сетчатоглазка
- Ranoidea elkeae (Gunther and Richards, 2000)
- Ranoidea eschata (Kraus and Allison, 2009)
- Ranoidea eucnemis (Lonnberg, 1900) — Зеленоглазая литория
- Ranoidea exopthalmia (Tyler, Davies, and Aplin, 1986)
- Ranoidea fuscula (Oliver and Richards, 2007)
- Ranoidea genimaculata (Horst, 1883) — Бахромчатая литория
- Ranoidea gilleni (Spencer, 1896)
- Ranoidea gracilenta (Peters, 1869) — Изящная литория
- Ranoidea impura (Peters and Doria, 1878) — Стонущая литория
- Ranoidea insularis (Richards and Oliver, 2022)
- Ranoidea jungguy (Donnellan and Mahony, 2004)
- Ranoidea kroombitensis (Hoskin et al., 2013)
- Ranoidea kumae (Menzies and Tyler, 2004)
- Ranoidea lesueurii (Dumeril and Bibron, 1841) — Пятнистобокая литория
- Ranoidea longipes (Tyler and Martin, 1977) — Бычья лопатница
- Ranoidea lorica (Davies and McDonald, 1979) — Квинслендская литория
- Ranoidea lutea (Boulenger, 1887) — Меланезийская литория
- Ranoidea macki (Richards, 2001)
- Ranoidea maculosa (Tyler and Martin, 1977) — Пятнистая лопатница
- Ranoidea maini (Tyler and Martin, 1977) — Лопатница Мэна
- Ranoidea manya (Van Beurden and McDonald, 1980) — Квинслендская лопатница
- Ranoidea mira (Oliver et al., 2021 "2020")
- Ranoidea moorei (Copland, 1957) — Синеногая литория
- Ranoidea myola (Hoskin, 2007)
- Ranoidea nannotis (Andersson, 1916) — Лишайниковая литория
- Ranoidea napaea (Tyler, 1968) — Моховая литория
- Ranoidea novaehollandiae (Steindachner, 1867)
- Ranoidea nudidigita (Copland, 1963)
- Ranoidea nyakalensis (Liem, 1974) — Короткомордая литория
- Ranoidea occidentalis (Anstis et al., 2016)
- Ranoidea pearsoniana (Copland, 1961) — Подкаменная литория
- Ranoidea phyllochroa (Gunther, 1863) — Зелёная литория
- Ranoidea piperata (Tyler and Davies, 1985)
- Ranoidea platycephala (Gunther, 1873) — Плоскоголовая лопатница, или плоскоголовая руколапая лягушка, или пустынная австралийская жаба
- Ranoidea raniformis (Keferstein, 1867) — Разноцветная литория
- Ranoidea rara (Gunther and Richards, 2005)
- Ranoidea rheocola (Liem, 1974)
- Ranoidea robinsonae (Oliver, Stuart-Fox, and Richards, 2008)
- Ranoidea rueppelli (Boettger, 1895) — Молуккская сетчатоглазка
- Ranoidea serrata (Andersson, 1916)
- Ranoidea spenceri (Dubois, 1984)
- Ranoidea spinifera (Tyler, 1968) — Бугорчатая литория
- Ranoidea splendida (Tyler, Davies, and Martin, 1977) — Очаровательная литория
- Ranoidea subglandulosa (Tyler and Anstis, 1983) — Родниковая литория
- Ranoidea thesaurensis (Peters, 1877) — Литория-жужжалка
- Ranoidea vagitus (Tyler, Davies, and Martin, 1981) — Плачущая лопатница
- Ranoidea verrucosa (Tyler and Martin, 1977) — Бугорчатая лопатница
- Ranoidea wilcoxii (Gunther, 1864)
- Ranoidea xanthomera (Davies, McDonald, and Adams, 1986)

Виды incertae sedis:
- Ranoidea papua (Van Kampen, 1909)